# Krasne (województwo mazowieckie)
Krasne – wieś w Polsce położona w województwie mazowieckim, w powiecie przasnyskim, w gminie Krasne. Ma status sołectwa.
W skład sołectwa Krasne wchodzą także Augustów i Helenów.
Wieś jest siedzibą gminy Krasne.
Za II RP siedziba wiejskiej gminy Zalesie. W latach 1954–1972 wieś należała i była siedzibą władz gromady Krasne. W latach 1975–1998 miejscowość administracyjnie należała do województwa ciechanowskiego.
Tutaj urodził się Franciszek Krasiński, biskup krakowski, podkanclerzy koronny, sekretarz królewski.
Krasne posiada też najdłuższą aleję grabową w Polsce, cmentarz rzymskokatolicki, niemiecki (najstarszy nagrobek pochodzi z roku 1848).
W miejscowości działało Państwowe Gospodarstwo Rolne Krasne do 1987 roku. Następnie jako Stadnina Koni Krasne, w 1994 jako Stadnina Koni Skarbu Państwa Krasne, a później do chwili obecnej jako Stadnina Koni Krasne Sp. z o.o..

## Historia
Wieś pierwszy raz wzmiankowana w II poł. XIV w. W późniejszych latach była ośrodkiem wielkiej własności ziemskiej Krasińskich, w latach 1905-1906 miały miejsce strajki robotników folwarcznych. W majątku pracował Mateusz Nowotko, ojciec Marcelego Nowotki, który spędził tam dzieciństwo, a w 1906 ukończył szkołę powszechną. W czasie II wojny światowej Krasne stanowiło rezydencję gauleitera Prus Wschodnich Ericha Kocha.

## Zabytki
- Kościół parafialny pw. św. Jana Chrzciciela z lat 1568-1570 z funduszy biskupa krakowskiego, podkanclerzego koronnego Franciszka Krasińskiego (1525–1577)[10]. W 1575 r. biskup płocki Piotr Myszkowski konsekrował kościół. Pierwotnie do korpusu jednonawowej świątyni były dobudowane dwie ustawione naprzeciw siebie kaplice: po prawej św. Wawrzyńca - uposażona przez podkomorzego różańskiego Mikołaja Krasińskiego (zm. 1601), z lewej zaś św. Andrzeja, fundacji Andrzeja Krasińskiego (zm. 1588), cześnika i sędziego ziemskiego ciechanowskiego. Nawy boczne kościoła wzniesione zostały w latach ok. 1739–1746 z inicjatywy Błażeja Jana Krasińskiego[10]. Kolejna przebudowa w latach 1877-1883. We wnętrzu zachowało się:
- renesansowe epitafium z XVI wieku małżonków Jana Krasińskiego (zm. 1545) i Katarzyny Mrokowskiej;
- renesansowy nagrobek małżonków Andrzeja Krasińskiego i Katarzyny Czernickiej z XVI wieku, proj. Santi Gucci. Nagrobek ufundował ich syna, Jan Andrzeja Krasiński (1550–1612), archidiakon i kantor krakowski, kanonik gnieźnieński, pisarz, a także historyka

## Pałac w Krasnem
W Krasnem na miejscu siedziby Krasińskich z XVII wieku w latach 1860-1863 z inicjatywy Ludwika Krasińskiego zbudowano niewielki pałac wg projektu Zygmunta Rospendowskiego wybudowanego pod nadzorem Adolfa Schimmelpfenniga. Pałac został rozebrany przez Niemców w latach 1939-1940, a w jego miejscu zbudowano willę dla Ericha Kocha, którą wysadzono w 1945 roku. Z założenia zachowały się:
- Spichlerz z 1 połowy XIX wieku
- Wieża przybramna, zbudowana w 3 ćw. XIX w. wg projektu Wincentego Rakiewicza. Neogotycka
- Park z lat 1902-1907 ukształtowany wg projektu Waleriana Kronenberga o powierzchni około 20 ha[11]
- Ujeżdżalnia
- Stajania z 2 połowy XIX wieku
- Stajnia z lat 20. XX wieku
- Budynek dla służby dworskiej z 2 połowy XIX wieku

## Powiązani z Krasnem
- Sebastian Eckstein[12] – malarz, pochodzący z Moraw, w 1747 wykonał freski w miejscowym kościele parafialnym pw. Podwyższenia Krzyża Świętego[13]
- Marceli Nowotko – działacz komunistyczny
- Tadeusz Załęski – prezes Stowarzyszenia Miłośników Kultury Krasne (przy Gminnym Ośrodku Kultury w Krasnem)
- Ludwik Józef Krasiński – ziemianin, encyklopedysta, inicjator rozbudowy przemysłu